# The Singles 86−98
|  | El títol d'aquest article és incorrecte a causa de limitacions tècniques. El títol correcte de l'article és The Singles 86>98. |

The Singles 86>98 és el tretzè àlbum del grup anglès de pop electrònic Depeche Mode. És la seva quarta recopilació i la continuació cronològica de The Singles 81→85. Va aparèixer al mes de setembre de 1998. Inclou els senzills extrets dels seus àlbums des de Black Celebration fins al més recent Ultra, amb un tema inèdit, "Only When I Lose Myself", produït per Tim Simenon.
El grup va fer una petita gira per promocionar el disc (la seva primera gira des del "Devotional Tour", quatre anys enrere); s'anomenà "Singles Tour" i durà uns quatre mesos.
Coincidint amb la seva publicació, Mute Records edità una versió remasteritzada de The Singles 81→85 i una nova recopilació de vídeos en VHS i DVD, The Videos 86>98, que fou reeditada quatre anys més tard amb vídeos inèdits i documentals sobre períodes concrets de la història recent de Depeche Mode.

## Llista de cançons
Disc 1
1. "Stripped" − 3:51
2. "A Question of Lust" − 4:30
3. "A Question of Time" (Remix) − 4:00
4. "Strangelove" − 3:47
5. "Never Let Me Down Again" − 4:22
6. "Behind the Wheel" (Remix) − 4:00
7. "Personal Jesus" − 3:46
8. "Enjoy the Silence" − 4:16
9. "Policy of Truth" − 5:14
10. "World in My Eyes" − 3:57

Disc 2
1. "I Feel You" − 4:35
2. "Walking in My Shoes" − 5:02
3. "Condemnation" (Paris Mix) − 3:23
4. "In Your Room" (Zephyr Mix) − 4:50
5. "Barrel of a Gun" − 5:26
6. "It's No Good" − 5:59
7. "Home" − 5:46
8. "Useless" (Remix) − 4:53
9. "Only When I Lose Myself" − 4:41
10. "Little 15" − 4:14
11. "Everything Counts" − 6:38

Disc extra
1. "Rush" (Wild Planet Mix) − 6:23
2. "Enjoy the Silence" (The Quad:Final Mix) − 15:25
3. "World In My Eyes" (Safar Mix) − 8:30
4. "Dangerous" (Hazchemix Edit) − 3:02

## Certificacions
| País                | Certificació | Vendes  |
| ------------------- | ------------ | ------- |
| Alemanya (BVMI)     | 1x Platí     | 500.000 |
| Estats Units (RIAA) | 1x Platí     | 500.000 |
| França (SNEP)       | 2x Or        | 200.000 |
| Regne Unit (BPI)    | 1x Or        | 100.000 |

## Dades
- Depeche Mode: David Gahan, Martin Gore, Andrew Fletcher i Alan Wilder (1982–1995).
- Temes escrits per Martin Gore.
- Temes cantants per David Gahan excepte "A Question of Lust" i "Home" per Martin Gore.

## The Videos 86>98
Coincidint amb la publicació de The Singles 86>98, la banda va llançar un VHS/DVD titulat The Videos 86>98 que incloïa els videoclips de totes les cançons de l'àlbum i altres continguts. El DVD es va rellançar l'any 2002 amb el títol The Videos 86-98+, amb més vídeos i alguns Electronic Press Kits.